# Rokitno (Poméranie-Occidentale)
Pour les articles homonymes, voir Rokitno.
Rokitno est une localité polonaise de la gmina rurale de Nowogródek Pomorski située dans le powiat de Myślibórz en voïvodie de Poméranie-Occidentale. Elle se situe à environ 12 km à l'est de Myślibórz et 64 km au sud-est de la capitale régionale Szczecin. Sa population est de 49 habitant.

## Géographie

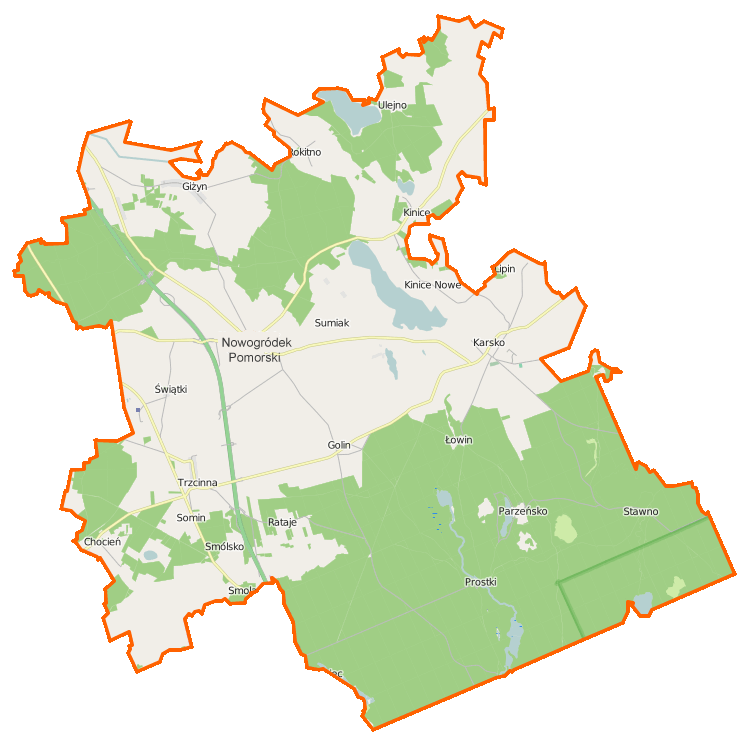
Carte de la gmina de Nowogródek Pomorski.